# Псижа
Псижа (рус. Псижа) река је на северозападу европског дела Руске Федерације. Протиче преко преко територија Волотовског и Староруског рејона на западу Новгородске области. Притока је језера Иљмењ у који се улива у његовом југозападном делу, те део басена реке Неве и Балтичког мора.
Река Псижа свој ток започиње у мочварном подручју у атару села Пуково у западном делу Волотовског рејона. Укупна дужина водотока је 82 km, док је површина сливног подручја 325 km².
Типична је то равничарска река са спорим током и интензивним меандрирањем. Од 2001. њена долина проглашена је заштићено природно добро од регионалног значаја. Унутар корита у доњем делу тока се налази мини геолошки расед који је на површину избацио слојеве ла из предледничког периода.
На њеним обалама лежи село Волот, административни центар истоименог рејона, те још 30-ак мањих сеоских насеља.